# 昭代村
昭代村（しょうだいむら）は、福岡県三潴郡にあった村。現在の柳川市の一部。

## 地理
筑後川と矢部川水系沖端川の間の低湿地帯に位置していた。

## 歴史
- 1937年（昭和12年）1月1日 - 三潴郡久間田村、浜武村が合併して昭代村を新設[1][2]。
- 1955年（昭和30年）1月1日 - 柳川市に編入され廃止[1][2]。